# Девяткин переулок
Девя́ткин переу́лок (до 1922 года — Девяти́нский переу́лок) — небольшая улица в центре Москвы в Басманном районе между Сверчковым переулком и Покровкой.

## Происхождение названия
В разное время именовался Котельников (видимо, по фамилии домовладельца) и Девятинский переулок — по фамилии домовладельца конца XVIII века купца Девятова. В 1922 году название переулка было изменено во избежание одноименности с Большим и Малым Девятинскими переулками на Пресне.

## Описание
Девяткин переулок начинается от Сверчкова, проходит на юго-восток параллельно Армянскому переулку и выходит на Покровку, где и заканчивается.

## Примечательные здания и сооружения
По нечётной стороне:
- № 1/4 — дом Лаврентьева начала XIX века. Дом неоднократно менял владельцев: И. И. Татищев, М. М. Казаков, И. В. Лаврентьев и др. Современный облик углового дома сложился в середине XIX века. В 1941 году повреждён авиабомбой, восстановлен в 1960-е годы. Отреставрирован в 1970—1980-х гг.
- № 5, стр. 3 — Доходный дом А. Ф. Шиловой (1901, архитектор Б. Н. Кожевников)

По чётной стороне:
- № 2 — оздоровительный центр «Юность»; трест Спецкоммунводстрой;
- № 2а — Доходный дом Богадельни Грихвостова (1911, архитектор Л. В. Стеженский)
- № 4 стр. 1 — Доходный дом С. И. Карзинкина (1883, архитектор В. В. Барков; перестроен в 1932 году архитектором И. А. Германом)
- № 6/13/1 — Жилой дом (в основе флигель городской усадьбы, конец XVIII в. — XIX в.; 1871, архитектор В. В. Барков) объект культурного наследия федерального значения

## Транспорт
Ближайшая станция метро Китай-город находится в 500—600 м вниз к центру по Маросейке.